# Nagygajdos
Nagygajdos (ukránul: Гайдош) település Ukrajnában, Kárpátalján, az Ungvári járásban.

## Fekvése
Ungvártól keletre, Köblér keleti szomszédjában fekvő település. A közelében ered és átfolyik rajta a Sztára.

## Története
1910-ben 593 lakosából 9 magyar, 55 német, 529 ruszin volt. Ebből 532 görögkatolikus, 55 izraelita volt. A trianoni békeszerződés előtt Ung vármegye Szerednyei járásához tartozott.